# Althaea
Althaea L. è un genere di piante della famiglia delle Malvacee.

## Tassonomia
Il genere comprende le seguenti specie:
- Althaea armeniaca Ten.
- Althaea bertramii Post & Beauverd
- Althaea cannabina L.
- Althaea ficifolia L.
- Althaea hiri Parsa
- Althaea officinalis L.
- Althaea oppenheimii Ulbr.
- Althaea × pavisii Guétrot
- Althaea taurinensis DC.
- Althaea villosa Blatt.
- Althaea vranjensis Diklic & V.Nikolic